# Holmskioldia
Holmskioldia é um gênero botânico da família Lamiaceae

## Espécies
| - Holmskioldia angustifolia - Holmskioldia gigas - Holmskioldia humberti - Holmskioldia madagascariensis - Holmskioldia microcalyx - Holmskioldia microphylla - Holmskioldia mira - Holmskioldia mucronata | - Holmskioldia rubra - Holmskioldia sanguinea - Holmskioldia scandens - Holmskioldia speciosa - Holmskioldia spinescens - Holmskioldia subintegra - Holmskioldia tettensis |

## Nome e referências
Holmskioldia A.J. Retzius, 1791